# Victor Grignard
Pour les articles homonymes, voir Grignard (homonymie).
François Auguste Victor Grignard (6 mai 1871 à Cherbourg, France - - 13 décembre 1935 à Lyon) est un chimiste français, lauréat avec Paul Sabatier du prix Nobel de chimie en 1912.

## Biographie
Fils d’un ouvrier de l’arsenal de Cherbourg, il intègre en 1889 l'École normale d'enseignement secondaire spéciale de Cluny avant de rejoindre, pour finir ses études à la fermeture de cette dernière, la Faculté des sciences de l'université de Lyon. Il soumet sa thèse intitulée Sur les Combinaisons organomagnésiennes mixtes sous la direction de Philippe Barbier et devient docteur ès sciences en 1901. Il travaille ensuite un temps à la Faculté des sciences de l'université de Besançon mais reviendra à l'université de Lyon comme maître de conférence.
À partir de 1909, il est nommé professeur à l’université de Nancy où il poursuit ses recherches. Il est également professeur à l'École nationale supérieure des industries chimiques (ENSIC). En 1912, il obtient conjointement à Paul Sabatier, le prix Nobel de chimie « pour la découverte du réactif dit « de Grignard », qui a récemment permis de grandes avancées en chimie organique. »
Durant la Première Guerre mondiale, il est d’abord affecté à la surveillance des voies ferrées avant de participer aux recherches sur les gaz de combat et les explosifs.
Après la guerre il retourne à Nancy, puis en 1919 il succède à Philippe Barbier à la tête de l'École supérieure de chimie industrielle de Lyon. Il devient doyen de la Faculté des sciences de l'université de Lyon en 1929.
Victor Grignard épouse Augustine Marie Boulant le 22 août 1910 à Saint-Vaast-la-Hougue, ils eurent un fils et une fille.

## Principaux travaux
Ses recherches ont principalement porté sur le développement d'une nouvelle méthode pour générer des liaisons carbone-carbone en utilisant du magnésium pour coupler des cétones à des halogénoalcanes.
Cette réaction s'effectue en deux étapes :
1. Formation d'un organomagnésien mixte, obtenu par la réaction d'un halogénoalcane avec du magnésium métallique. Ce réactif de Grignard est généralement noté R–MgX, bien que sa structure soit plus complexe.
2. Addition d'un composé carbonylé, une cétone ou un aldéhyde, dans la solution contenant le réactif de Grignard. L'atome de carbone lié au magnésium est transféré vers l'atome de carbone du carbonyle, et l'oxygène du carbonyle est attaché au magnésium pour donner un alcoolate. Cette réaction est un exemple d'une addition nucléophile sur un carbonyle. Après l'addition, le mélange réactionnel est traité par un acide pour donner un alcool et permettre ainsi d'éliminer le sel de magnésium.

## Distinctions et récompenses
- Prix Cahours (1901 et 1902)
- Prix Berthelot (1906)
- Prix Jecker (1906)
- Médaille Lavoisier (1912)
- Prix Nobel de chimie (1912)[2]
- Commandeur de la Légion d'honneur. Chevalier (1912), officier (1920) et commandeur (1933) de la Légion d'honneur[10]

Le 7 juin 1926, il est élu membre non résident de l’Académie des sciences, membre honoraire de la Société royale de chimie et membre étranger de l'Académie royale des sciences de Suède. Il est également docteur honoris causa des universités de Bruxelles et de Louvain.
En 1931, il est élu membre de l'Académie des sciences, belles-lettres et arts de Lyon.

## Hommages
- Le lycée[12] de Cherbourg-en-Cotentin où il fit une partie de sa scolarité porte aujourd’hui son nom. Dans la même ville, une rue porte son nom.
- L'université de Caen-Normandie possède un amphithéâtre Grignard.
- Le campus sur lequel est installée la faculté des sciences et des technologies de l'université de Lorraine est le campus Victor-Grignard.
- L'École nationale supérieure des industries chimiques de Nancy où il fut professeur de chimie organique pendant plusieurs années possède également un amphithéâtre Grignard.
- L'université Claude-Bernard-Lyon-I a un bâtiment Victor-Grignard ainsi qu'une rue Victor-Grignard sur son campus LyonTech-la Doua[13]. Il y a une rue du Professeur-Grignard un peu au sud de l'Université Lyon-2 dans le 7e arrondissement de Lyon. Un gymnase porte son nom, rue Général-Frère, ainsi qu'un collège, avenue Paul-Santy, tous deux dans le 8e arrondissement de Lyon.
- En 2009, l'union astronomique internationale a donné le nom de Grignard à un cratère lunaire.
- L'université des sciences Paul-Sabatier de Toulouse qui porte le nom de celui avec qui il partagea son prix Nobel possède un amphithéâtre Grignard, réservé aux enseignements de la chimie.
- En 1971, la poste française émet un timbre pour la commémoration du centenaire de la naissance de Victor Grignard[14],[15].

## Publications
- Victor Grignard, « Sur quelques nouvelles combinaisons organométalliques du magnésium et leur application à des synthèses d'alcools et d'hydrocarbures », C.R. Hebd. Seances Acad. Sci., vol. 130,‎ 1900, p. 1322-1324 (ISSN 0001-4036, lire en ligne)
- Victor Grignard, « Les composés organomagnésiens mixtes et leurs principales applications », Revue scientifique, vol. 51, no 15,‎ 12 avril 1913, p. 449-456 (lire en ligne)
- Victor Grignard, Traité de chimie organique, Paris, Masson, 1935, 500 p.

## Sources
- Georges Bram, Éric Peralez, Jean-Claude Négrel et Michel Chanon, « Victor Grignard et la naissance de son réactif », Comptes rendus de l'Académie des sciences. Série IIb, Mécanique, physique, chimie, astronomie, vol. 325, no 4,‎ août 1997, p. 235-240 (ISSN 1251-8069, DOI 10.1016/S1251-8069(97)88283-8)
- Philippe Jaussaud, « Grignard et les terpènes », L'Actualité chimique, vol. 255,‎ juillet 2002, p. 30-33 (ISSN 0151-9093, lire en ligne)
- Marika Blondel-Mégrelis, « Présentation historique du Traité de chimie organique de Victor Grignard », L'Actualité chimique, vol. 275,‎ mai 2004, p. 36-45 (ISSN 0151-9093, lire en ligne)
- Jean Burdy et Dominique Saint-Pierre (dir.), « Grignard, Victor (1871-1935) », dans Dictionnaire historique des Académiciens de Lyon : 1700-2016, éd. ASBLA de Lyon, mars 2017, 1369 p. (ISBN 978-2-9559-4330-4, présentation en ligne), p. 627-628.